# Жена Александра Линкестийца
Жена Александра Линкестийца (Древняя Македония, IV век до н. э.) — одна из дочерей Антипатра, супруга Александра Линкестийца; её имя в исторических источниках не упоминается.
Она была одной из старших дочерей Антипатра и вышла замуж за представителя знатного верхнемакедонского рода, некогда управлявшего Линкестидой, Александра Линкестийца. По мнению Дж. Грейнджера, этот союз носил политический характер. После гибели царя Филиппа II в 336 году до н. э. были казнены по обвинению в заговоре против него братья Александра Арравей и Геромен. Однако сам Александр сохранил не только жизнь, но и расположение наследника Филиппа — Александра Македонского. Как отметил А. С. Шофман, согласно антиалександровской традиции, спасению мужа своей дочери способствовал Антипатр, которому Александр Македонский во многом был обязан своим воцарением. Однако впоследствии, в 330 году до н. э., Александр Линкестиец был всё-таки казнён.
У дочери Антипатра и Александра Линкестийца родился сын, названный, вероятно, в честь дяди или же прапрадеда. Возможно, отсутствие сведений о других детях супругов объясняется непродолжительностью их совместной семейной жизни. По предположению Дж. Грейнджера, после начала Восточного похода в 334 году до н. э. супруга Линкестийца могла вернуться в дом своего отца. Возможно, она умерла при дворе Антипатра или своего брата Кассандра.